# Helmut Holzhey
Helmut Holzhey (* 11. März 1937 in Jauer) ist emeritierter Professor für Philosophie der Universität Zürich. Holzheys Schwerpunkte sind der Neukantianismus und die Geschichte der Philosophie.

## Leben
Holzhey, Sohn eines evangelischen Pfarrers, wuchs in Ruhland in der Lausitz auf und studierte von 1956 bis 1962 evangelische Theologie an der Kirchlichen Hochschule Berlin und an den Universitäten Göttingen, Marburg sowie Zürich, wo er sein Examen ablegte. Im Anschluss studierte er in Zürich von 1962 bis 1968 Philosophie und Soziologie. Er promovierte 1968 mit einer Dissertation zu «Kants Erfahrungsbegriff». Von 1963 bis 1975 war Holzhey wissenschaftlicher Assistent und erhielt ab 1969 einen Lehrauftrag am Philosophischen Seminar der Universität Zürich. 1974 erfolgte die Habilitation mit einer Arbeit über «Cohen und Natorp». 1978 erhielt er eine Stelle als Assistenzprofessor für Philosophie, besonders für Geschichte der Philosophie. Von 1985 bis zu seiner Emeritierung 2004 bekleidete er die Stelle eines ordentlichen Professors für Philosophie, besonders Geschichte der Philosophie.
Holzhey begründete 1985 den «Schweizer Arbeitskreis für ethische Forschung», den er bis 1999 leitete. Von 1988 bis 1998 war er Vorsteher des Philosophischen Seminars der Universität Zürich. 1998 begründete er die Arbeits- und Forschungsstelle für Ethik am Philosophischen Seminar. Holzhey war von 1991 bis 2000 Mitglied des Vorstandes der Schweizerischen Akademie der Geistes- und Sozialwissenschaften. Von 1991 bis 1996 war er Gründer und Präsident der «Schweizer Gesellschaft zur Erforschung des 18. Jahrhunderts». Im Jahr 2002 begründete Holzhey die «Hermann Cohen-Gesellschaft».
Im Jahr 2004 wurde Holzhey vom Fachbereich Philosophie und Gesellschaftswissenschaften der Universität Marburg die Ehrendoktorwürde verliehen. 2005 erhielt er die Hermann-Cohen-Medaille für Jüdische Kulturphilosophie.
Im Herbst 2020 gehörte er zu den Erstunterzeichnern des Appells für freie Debattenräume.
Helmut Holzhey ist verheiratet mit Alice Holzhey-Kunz.

## Werk
Über seine Forschungen zu Kant und zum Neukantianismus hinaus ist Holzhey insbesondere bekannt als Herausgeber der 14. Neuauflage des von Friedrich Ueberweg begründeten philosophiehistorischen Grundlagenwerkes Grundriß der Geschichte der Philosophie. Zu diesem Werk hat Holzhey wesentliche Teile zur Philosophie des 17. und 18. Jahrhunderts beigetragen. Weiterhin ist er Herausgeber der Werke Hermann Cohens.

## Publikationen
- Wunder. «Ich nehme das Wort nicht leichtfertig in den Mund». Meine Lebensgeschichte. Aufgezeichnet in Zusammenarbeit mit Philippe Pfister. Schwabe, Basel 2023, ISBN 978-3-7965-4835-2.
- «Wir sehen jetzt durch einen Spiegel». Erfahrungen an den Grenzen philosophischen Denkens. Schwabe, Basel 2017, ISBN 978-3-7965-3650-2.
- als Herausgeber mit Vilem Mudroch und Daniel Brühlmeier: Schottische Aufklärung: «A hotbed of genius». Akademie, Berlin 1996, ISBN 978-3-05-002686-2.